# Landesbodenschutzgesetz
Die Landesbodenschutzgesetze der deutschen Bundesländer regeln zusammen mit dem 1999 in Kraft getretenen Bundes-Bodenschutzgesetz und Bundes-Bodenschutz- und Altlastenverordnung (BBodSchV) das bundesdeutsche Bodenschutzrecht.
Diese bestimmen unter anderem ferner die Zuständigkeitenaufteilung der einzelnen Bodenschutzbehörden und deren Zuordnung zu den einzelnen Verwaltungsebenen des jeweiligen Bundeslandes. Auch werden Bestimmungen über das Altlastenkataster oder Gefahrenverdachtserkundungen getroffen.

## Liste
- Landesbodenschutzgesetz Nordrhein-Westfalen[1]
- Hessisches Altlasten- und Bodenschutzgesetz (HAltBodSchG)[2]
- Landesbodenschutzgesetz Rheinland-Pfalz[3]
- Schleswig-Holstein: Gesetz zur Ausführung und Ergänzung des Bundes-Bodenschutzgesetzes (Landesbodenschutz- und Altlastengesetz – LBodSchG)[4]
- Baden-Württemberg: Landes-Bodenschutz- und Altlastengesetz (LBodSchAG)[5]